# Maahes
Maahes (altenativt Mahes, Mihos, Miysis, Mysis) var en løvegud i ægyptisk mytologi, som herskede over krig og opstandelse. Maahes er normalt betegnet som Solguden Ras søn.
Nogle forskere mener at guden blev importeret fra Nubien.

## Beskrivelse
Maahes bliver beskrevet som en mand med et løvehoved. Han har ofte en kniv eller en buket af Lotus-blomster.